# 2079年5月1日日食
2079年5月1日日食为一次在协调世界时2079年5月1日出現的一次日全食。該次日食食分為1.0512，食甚維持時間2分55秒。

## 概述
這次日食的食分是1.0512，全食維持2分55秒。

## 基本參數
- 類型：日全食
- 食最大地點資料：
  - 日期：2079年5月1日
  - 時間：10時50分13秒
  - 地點：66N 46W
  - 食分：1.0512
  - 日全食持續時間：2分55秒

## 外部連結
- NASA未來日食資料（页面存档备份，存于）
- 可見區域圖和時間統計：由弗雷德·埃斯佩纳克做出的日食預報，NASA/GSFC
  - Google互動地圖呈現的日食範圍
  - 貝塞爾元素